# Stenhelia peniculata
Stenhelia peniculata är en kräftdjursart som beskrevs av Lang 1965. Stenhelia peniculata ingår i släktet Stenhelia och familjen Diosaccidae. Inga underarter finns listade i Catalogue of Life.